# روبرت وايت (عازف قيثارة)
روبرت وايت (بالإنجليزية: Robert White)‏ هو عازف قيثارة أمريكي، ولد في 19 نوفمبر 1936 في هاريسبرج في الولايات المتحدة، وتوفي في 27 أكتوبر 1994 في لوس أنجلوس في الولايات المتحدة.

## وصلات خارجية
- روبرت وايت على موقع ميوزك برينز (الإنجليزية)
- روبرت وايت على موقع أول ميوزيك (الإنجليزية)
- روبرت وايت على موقع ديسكوغز (الإنجليزية)